# Ластовенко Борис Якович
Борис Якович Ластовенко (нар. 25 червня 1946, с. Старомайорське, Великоновосілківський район Донецької обл.) — український російськомовний поет. Член Національної спілки письменників України. Чоловік Віри Павлівни Безпощадної, дочки відомого українського російськомовного радянського поета Павла Григоровича Безпощадного (1895—1968), автора крилатого вислову «Донбас ніхто не ставив на коліна».

## Життєпис
Закінчив Літературний інститут ім. О. М. Горького. Працює редактором галузевої газети зв'язку «Депеша». Пише російською мовою. Автор поетичних книжок «Осокори», «Русла памяти», «Дозор», «На белом лугу», «Липы в шахтерском поселке», «Годовые кольца», книжки оповідань «Снежница».
Лауреат премій імені М. Островського та імені Б. Горбатова.